# Agustín Madueño
Agustín Madueño (San Fernando del Valle de Catamarca, 1868-1936) fue un docente y político argentino, que ejerció como gobernador de la provincia de Catamarca entre 1924 y 1928.

## Biografía
Egresó de la Escuela Normal de Paraná, con título de profesor. En la década de 1910 fue rector del Colegio Nacional de Catamarca. En 1921 era presidente provisional del Senado catamarqueño.
Era también músico, director de orquestas y ocasional compositor. Fue fundador de la Biblioteca Popular Sarmiento de la capital provincial y del Banco Popular de Catamarca.
Afiliado a la Unión Cívica Radical, en 1916 fue delegado a la Convención Nacional de ese partido. Durante la gobernación de Ramón Clero Ahumada fue diputado provincial, presidente del Consejo General de Educación, senador provincial y presidente provisional del Senado.
Tras haber apoyado durante varios años la gestión de Hipólito Yrigoyen, Madueño se alejó de él, apoyándose en la fracción del vicepresidente, el riojano Pelagio Luna. El partido conservador Concentración Catamarqueña aprovechó la división del radicalismo y apoyó la fracción de Madueño, con lo que llegó al gobierno con el apoyo de sus adversarios.
Tras el triunfo electoral, la mayoría de la Legislatura, controlada por los radicales, se negó a entregarle el poder y a tomarle juramento. Eso obligó a una breve intervención federal a la provincia, y Madueño asumió el mando el 15 de enero de 1924, jurando no ante la Legislatura sino ante una muchedumbre a la que se autorizó a ocupar el recinto.
Durante su gestión intentó llevó adelante varios proyectos para mejorar la agricultura y la ganadería, y construyó una vasta red de caminos. También proyectó los diques Las Pirquitas, El Jumeal e Ipizca, como reservorios para la agricultura y el consumo humano. Realizó el primer censo minero de la provincia, construyó una gran cantidad de viviendas e inauguró un ramal ferroviario en el oeste provincial.
La alianza que lo había llevado al poder no logró mantenerse unida, y Madueño se apoyó en el presidente Marcelo T. de Alvear. Pero en el orden interno, el gobernador quedó en completa minoría en la Legislatura, sin apoyo del radicalismo ni del conservadurismo. De modo que la actividad legislativa fue muy escasa, y ni siquiera logró aprobar más presupuestos provinciales que el primero: durante toda su gestión, el presupuesto se prorrogó año a año, sin cambios. El resultado fue que la provincia vivió en constante déficit fiscal, que se iba acumulando progresivamente. Los empleados públicos acumularon sueldos sin cobrar, lo que resultaba especialmente visibles entre los maestros, a quienes todavía se debían varios meses de la década anterior.
La crisis política que había acompañado su llegada al poder se repitió con su salida: ante el fracaso de las elecciones y sin tener sucesor, debió dejar el gobierno en manos del presidente provisional del senado, Tomás Vergara, que seis meses más tarde entregaba el gobierno a un gobernante yrigoyenista, Urbano Girardi.